# Unter meinen Mitschülern
Unter meinen Mitschülern ist ein Prosafragment  von Franz Kafka, das im Jahre 1909 entstand und in den Nachgelassenen Schriften und Fragmenten zu finden ist.
Das Fragment enthält Erinnerungen an die Jugend des Erzählers, die von scheinbaren Demütigungen und Verwirrung geprägt sind.

## Entstehung
Dieses Fragment aus den nachgelassenen Schriften entstand im Juli 1909, während Kafka sich auch bemühte, seine Erzählung Hochzeitsvorbereitungen auf dem Lande fertigzustellen. Dieser Geschichte vom unwilligen und unglücklichen Bräutigam Raban wird also zeitgleich ein Fragment über einen unglücklichen Schüler gegenübergestellt.
Es handelt sich um Aufzeichnungen aus den Jahren 1908 bis 1909 im Rahmen der sogenannten Konvolute, das vorliegende als Konvolut „Unter meinen Mitschülern“ bezeichnet.
Das Stück ist nicht in allen handelsüblichen Kafka-Ausgaben zu finden, wird aber von aktuellen Biographen und Publikationen erwähnt (Siehe Peter-André Alt: Kafka Der ewige Sohn. Internetauftritt The Kafka-Projekt von Mauro Nervi).

## Inhalt
Der Erzähler bezeichnet sich selbst als dumm, weist aber zurück, dass er der dümmste unter seinen Mitschülern sei, wie es einige Lehrer behaupten. Das ärgert ihn und macht ihn traurig, denn es werden auch Fremde dahingehend beeinflusst, die anfangs einen besseren Eindruck von ihm hatten. So ist ihm das Zusammentreffen mit fremden Personen ganz verleidet. Er selbst weiß aber auch, dass er, wenn es tatsächlich zu einer Arbeit kommt „sicher und zweifellos“ agieren kann.
Es folgt die Beschreibung von Situationen und Personen, die ihm kritisierend und urteilend gegenüberstehen. Beim Erzähler erzeugt das Furcht, schläfrige Hilflosigkeit und Konfusion. Einmal entdeckt er jemand mit guten, blauen Augen, aber es gelingt ihm nicht, länger in diese zu schauen.
Nach einer Textlücke beginnt der letzte Absatz, in dem es darum geht, dass sein Vater „über ihn geurteilt hat“ mit einem Ausspruch, den er als 17-Jähriger zufällig gehört hatte. Der Leser erfährt den Ausspruch nicht. Der Erzähler kommentiert, dass er keine Wirkung auf ihn hatte, wie es eben typischerweise bei jungen Menschen sei. Aber er wolle nicht die Logik junger Leute angreifen.

## Form und Textanalyse
Zunächst handelt es sich um eine Ich-Erzählung aus der Sicht eines bedrückten, verschüchterten Schülers. Die Äußerungen sind durchgängig in der Vergangenheitsform; es wird in einer Jetzt-Zeit aus der Erinnerung reflektiert. Im letzten Absatz erscheint ein neuer Tatbestand und eine weitere Zeitebene, nämlich die des Siebzehnjährigen, der das Urteil des Vaters erfährt. Schließlich wird gegen Ende mit der Erwähnung und Charakterisierung „junger Leute“ eine Distanz geschaffen, die auf einen erwachsenen Erzähler hinweist.
Die Sprache dieses Fragmentes hat nicht den nüchtern-klaren Duktus vieler Kafka-Werke. Besonders bei der Beschreibung der Beobachtung und Beurteilung des Protagonisten durch die Umwelt entstehen wuchernde Satzgebilde, die den Text z. T. an Verständlichkeit verlieren lassen.
Bezeichnend ist, dass die im Titel angeführten Mitschüler mit keinem Wort mehr auftauchen; der Erzähler ist also völlig einsam in seiner Situation.

## Bezüge zur Person Kafka und zu seinem sonstigen Schaffen
Das vorliegende Fragment gilt allgemein als autobiografische Aussage des Schriftstellers selbst. Er hat als Erwachsener mehrfach seine Ängste als Schüler thematisiert. Er fühlte sich wie ein Hochstapler, der sich Schulerfolge nur erschlichen hat.
Um einen Eindruck des Kindes Franz in seiner Schulzeit zu bekommen, ist es hilfreich, die zahlreichen Photographien des frühen Kafka zu betrachten. Klaus Wagenbachs Bildband „Franz Kafka Bilder aus seinem Leben“ zeigt aus dieser Zeit ausnahmslos ein offensichtlich verunsichertes Kind (was zum Teil auch für die Erscheinung seiner drei jüngeren Schwestern gilt).
In seinem realen Leben allerdings war Kafka kein Schüler, den man für dumm hielt. Er war im Gegenteil in den ersten vier Gymnasialklassen mit Ausnahme der Mathematik ein Vorzugsschüler und lag auch später über dem Durchschnitt. Zwar herrschte Leistungsdruck und ständiges Abfragen, aber seine Schulsituation war insgesamt nicht ungünstig. Er war auf dem Altstädter Gymnasium, das von relativ vielen Juden besucht wurde, so dass dort kaum antisemitische Strömungen erkennbar waren. Es herrschte hier auch eine vergleichsweise moderne Lehrauffassung; z. B. wurden – damals ganz neu – psychologische Themen im Unterricht behandelt.
Kafka war nicht der kindlich-jugendliche Verlierer, den er im Fragment darstellt, aber er macht sich dessen Sichtweise und Empfindung schriftstellerisch zu eigen, ein Mechanismus, der auch in seinen anderen Werken zu beobachten ist. Kafka ist nicht der arme Landvermesser K., der Protagonist aus dem Schloss. Vielmehr ist er als Jurist vergleichbar den privilegierten höheren Beamten der Schlossverwaltung.
Kafka wurde nie von seiner Familie verstoßen wie der junge Karl Rossmann aus Der Verschollene, sondern er wurde bis weit ins Erwachsenenalter und später während seiner Krankheit von der Familie gestützt und umsorgt.
Im Fragment ist aber auch ein Hinweis auf eine väterliche Kränkung, als der Vater in einem Ausspruch „über ihn geurteilt hat“. Drei Jahre später entsteht Kafkas erste große Erzählung Das Urteil, in dem ein Vater seinen Sohn zum Tode verurteilt. Hierin und im Brief an den Vater verarbeitet Kafka die tatsächlichen oder auch nur scheinbaren psychischen Verletzungen seiner Erziehung insbesondere durch den Vater.

## Zitat
- Da wurden lächerliche Behauptungen vorgebracht, statistische Lügen, geographische Irrtümer, Irrlehren, ebenso verboten wie unsinnig, oder tüchtige  politische Ansichten, achtbare Meinungen über aktuelle Ereignisse, lobenswerte Einfälle, den Sprecher wie die Gesellschaft fast gleich überraschend und alles wurde bewiesen....

## Rezension
- Peter-Andre Alt: „In der fragmentarischen Skizze Unter meinen Mitschülern, die im Juli 1909 entstand, veranschaulicht Kafka seine Prüfungsangst mit schwebend zweideutigen Bildern, die vor allem auf seine Furcht vor der Überwachung durch eine externe Instanz verweisen“. S. 75/76

## Ausgabe
- Malcom Pasley (Hrsg.): Nachgelassene Schriften und Fragmente I. Fischer Taschenbuch Verlag, 2002, ISBN 3-596-15700-5, S. 172–176.

## Sekundärliteratur
- Peter-André Alt: Franz Kafka: Der ewige Sohn. Eine Biographie. C.H. Beck, München 2005, ISBN 3-406-53441-4.
- Malcom Pasley (Hrsg.): Nachgelassene Schriften und Fragmente I. Apparatband. Fischer Taschenbuch Verlag, 2002, ISBN 3-596-15700-5, S. 217–224.
- Klaus Wagenbach: Franz  Kafka. Bilder aus seinem Leben. Wagenbach-Verlag, Berlin 2008, ISBN 978-3-8031-3625-1.